# Уль, Фридрих
Фридрих Уль (нем. Friedrich Uhl; 16 мая 1825, Тешен (ныне Цешин, Польша) — 20 января 1906, Мондзе, Верхняя Австрия) — австрийский писатель
, журналист, издатель, редактор.

## Биография
Родился в семье управляющего имением, затем актёра и дочери купца. С 1842 по 1844 год изучал филологию в Венском университете.
В 1845 году дебютировал с «Историей Силезской деревни» в воскресных газетах, где впоследствии были опубликованы более крупные его произведения как продолжения, например «Сказка из Вейхзельтале». Работал в газете «Der Volksfreund», где в сентябре 1848 года выступал за свободу журналистских репортажей. По его собственным заявлениям, после окончания революции 1848—1849 годов в Австрийской империи больше не занимался политической журналистикой.
В середине 1850-х годов начал работать журналистом в ежедневной газете « Die Presse», ответствнным за художественный раздел и за отделы изобразительного искусства и театральной критики. В 1862 году перешёл на должность главного редактора в ежедневную газету «Дер Амбассадор» . Затем занялся литературной деятельностью. В 1866 году работал в Neue Freie Presse, военным корреспондентом при австрийском штабе. В 1870 году был назначен в комиссию по подготовке Всемирной выставки 1873 г.
Автор новелл («Allein in Paris», «Mutterseelenallein», «Herzensdämmerung» и др.), романов («Die Theaterprinzessin», «Das Haus Fragstein», «Die Botschafterin»), путевых очерков («Märchen aus dem Weichselthal»; «Aus dem Banat», «An der Theiss» и друг.).
Отец писательницы Фриды Уль (1872—1943).